# Dariusz Brejta
Dariusz Brejta (ur. 5 lutego 1974 w Sanoku) – polski hokeista. 
Jego bracia Robert (ur. 1972) i Grzegorz (ur. 1979) także zostali hokeistami.

## Kariera
- Stal Sanok STS Sanok / SKH Sanok / KH Sanok (1989-2006)

Jako uczeń Szkoły Podstawowej nr 7 w Sanoku startował w zawodach dwuboju w łyżwiarstwie szybkim (1989). Został wychowankiem sekcji hokejowej Stali Sanok. Wśród jego pierwszych trenerów byli Maciej Czapor, Tadeusz Garb oraz Jan Paszkiewicz. W latach 80. rozpoczął występy w seniorskiej drużynie Stali Sanok w II lidze. Po sezonie 1988/1989 został powołany na zgrupowanie do kadry Polski do lat 16. Następnie był kadrowiczem reprezentacji Polski do lat 18. Następnie grał w kontynuatorze Stali, Sanockim Towarzystwie Sportowym (STS), z którym wywalczył awans do I ligi. W późniejszych latach grał w drużynie SKH. W 2002 przerwał karierę. Później grał w barwac KH Sanok. Po zakończeniu zawodowej kariery hokejowej podjął występy w dyscyplinie unihokeja, a także w zawodach oldbojów w hokeju na lodzie.
W trakcie kariery określany pseudonimem Dada.

## Osiągnięcia
Klubowe
- Awans do I ligi: 1992 z STS Sanok
- Awans do ekstraligi: 2004 z KH Sanok